# 蘭の女
『蘭の女』（Wild Orchid）は、1990年に公開されたアメリカのエロティックな恋愛映画。

## 解説
同じミッキー・ローク主演の『ナインハーフ』で脚本を務めたザルマン・キングの脚本・監督作品。

## ストーリー
アメリカの田舎町出身の真面目な弁護士エミリーは、ニューヨークで国際弁護士として働くことになる。
語学力が認められ、早速上司のクラウディアとともにホテル買収のためリオデジャネイロに向う。
ところがリオに着くと、肝心の交渉相手の社長エリオットは姪の結婚式でブエノスアイレスにいるという。
怒ったクラウディアは、エミリーを残してエリオットを連れ戻しに行くことに。
去り際にクラウディアは、自分のドレスを着て今夜デートの予定だった「女たらし」の男と逢うようにエミリーに伝える。
エミリーが言われた通りに約束の場所に向うとそこには謎めいた男ウィラーがいた。
明らかに自分を誘惑していながら手を出そうとしないウィラーにエミリーは戸惑いを感じる。
そんなある日、エミリーはバーでジェロームという男と出会う。
エミリーを娼婦と思って部屋に連れ込もうとするジェロームに嫌悪感を覚えるエミリー。
しかし、そこに現れたウィラーの巧みな囁きに、エミリーはジェロームの誘いを受けて抱かれてしまう。
翌日、エリオットを連れ戻したクラウディアとともにホテル買収の交渉の席に着いたエミリーは、
相手側の弁護士の姿を見て驚く。それはジェロームだったのだ。動揺するエミリー。
しかし事情を聞いたクラウディアはジェロームにエミリーとの関係を匂わすことで交渉を有利に働かせる。
交渉が無事に終わり、安心し切ったクラウディアとエミリーに、別の何者かがホテルを高額で買い取ったとの報告が入る。
それはウィラーの仕業だった。ウィラーに激しく詰め寄るエミリー。そしてウィラーは…。

## キャスト
| 役名                         | 俳優                       | 日本語吹替                     |
| 役名                         | 俳優                       | テレビ朝日版                   |
| ---------------------------- | -------------------------- | ------------------------------ |
| ジェームズ・ウィラー         | ミッキー・ローク           | 安原義人                       |
| エミリー・リード             | キャリー・オーティス       | 岡本麻弥                       |
| クラウディア・デニス         | ジャクリーン・ビセット     | 鈴木弘子                       |
| ジェローム・マクファーランド | ブルース・グリーンウッド   | 大塚明夫                       |
| ハンナ                       | アスンプタ・セルナ         | 一柳みる                       |
| オットー                     | オレグ・ヴィドフ           | 小島敏彦                       |
| フラヴィオ                   | ミウトン ゴンサウヴェス    | 西村知道                       |
| ロベルト                     | ベルナルド・ヤブロンスキー | 田原アルノ                     |
|                              |                            |                                |
| 演出                         |                            | 福永莞爾                       |
| 翻訳                         |                            | 山田ユキ                       |
| 調整                         |                            | 遠西勝三                       |
| プロデューサー               |                            | 猪谷敬二                       |
| 制作                         |                            | ザックプロモーション           |
| 初回放送                     |                            | 1992年1月19日 『日曜洋画劇場』 |

## 備考
本作での共演をきっかけにミッキー・ロークとキャリー・オーティスが1992年に結婚（1998年離婚）。